# Chemin de croix d'Alleins
Le chemin de croix d'Alleins représente les 14 stations qui symbolisent les arrêts du Christ portant sa croix lors de la montée au Golgotha.
Les stations sont situées au sud de la commune d'Alleins, en bordure de la route d'Aurons, sur une longueur d'environ 1,3 km, avec un dénivelé de 40 m (de 162 à 202 m).
Les stations de 1 à 13 sont constituées chacune d'une stèle en pierre de taille surmontée d'une croix en fer forgé au centre de laquelle est écrit en chiffres romains le numéro de la station. Sur certaines de ces stèles sont gravées les initiales des donateurs.
La 14e station, autrefois symbolisée par un oratoire, est aujourd'hui un calvaire constitué d'un socle en pierre de taille surmonté d'un Christ en croix en fer forgé de grande dimension.

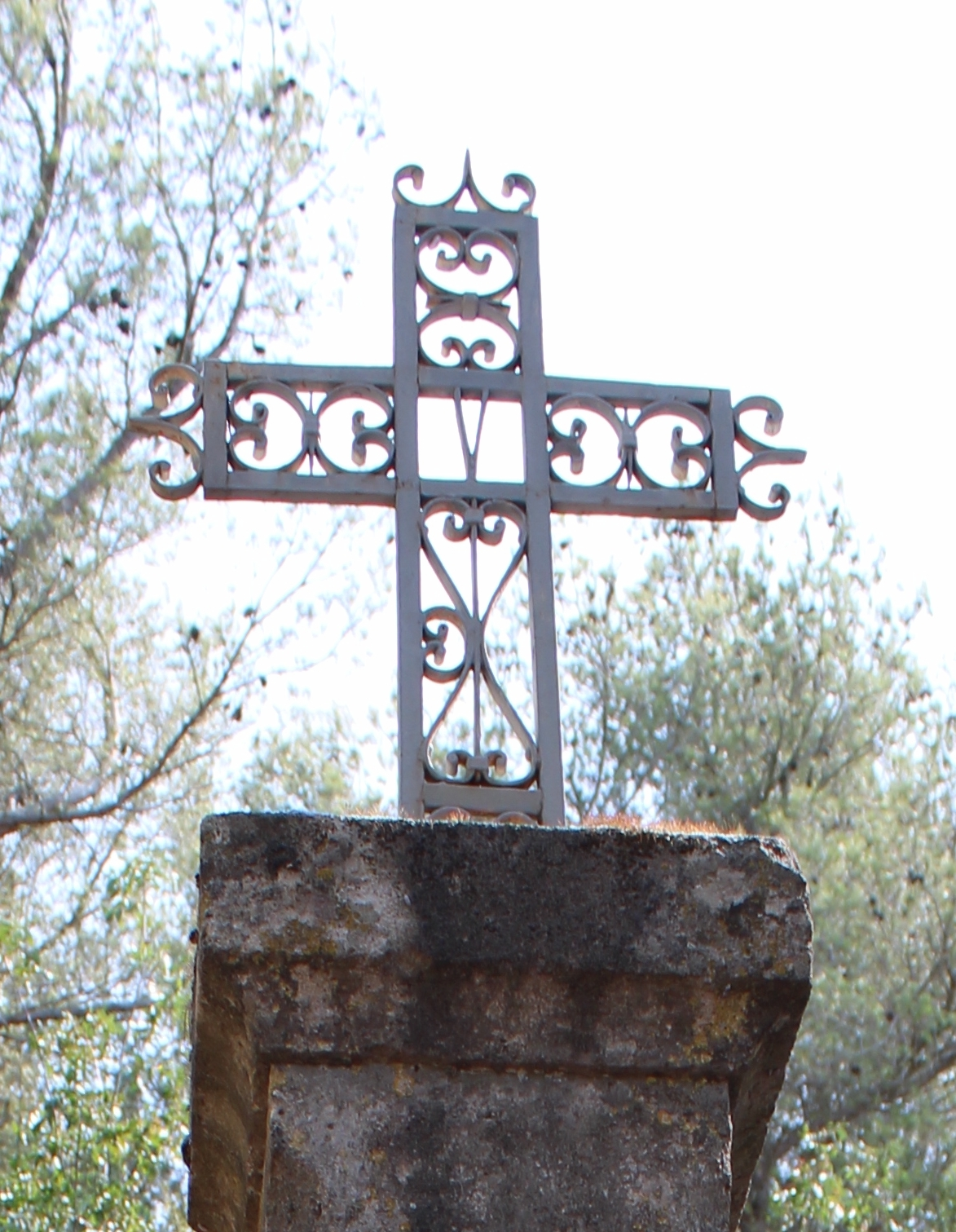
Croix en fer forgé de la 5e station.
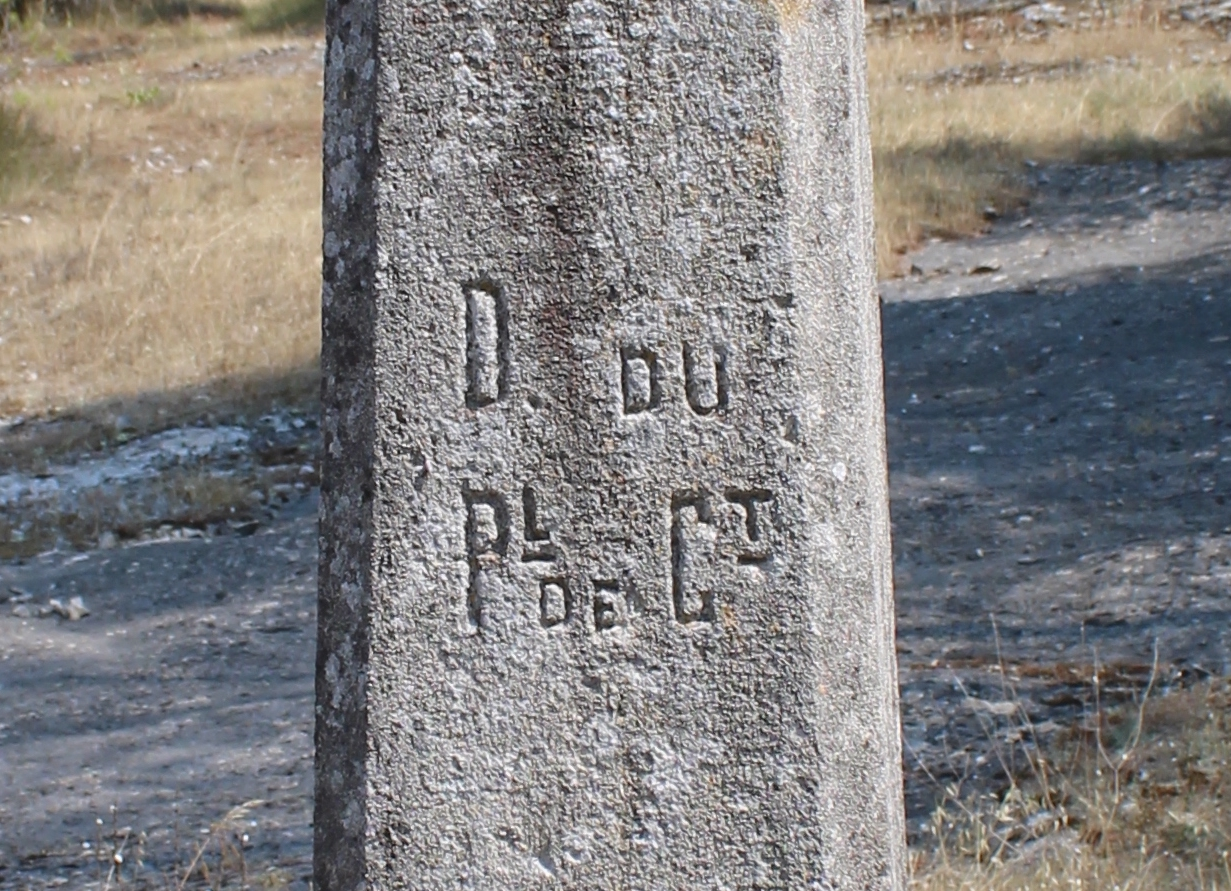
Stèle de la 6e station sur laquelle sont gravées les initiales du donateur D. du PL. de CT.
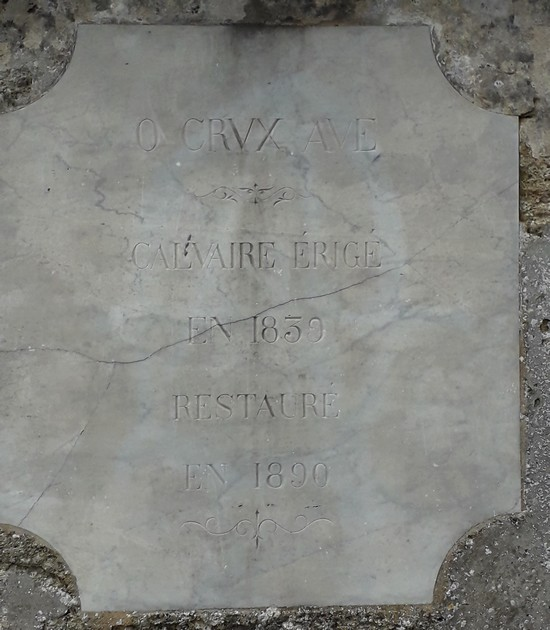
Plaque datant le calvaire terminal du chemin de croix

## Les 14 stations

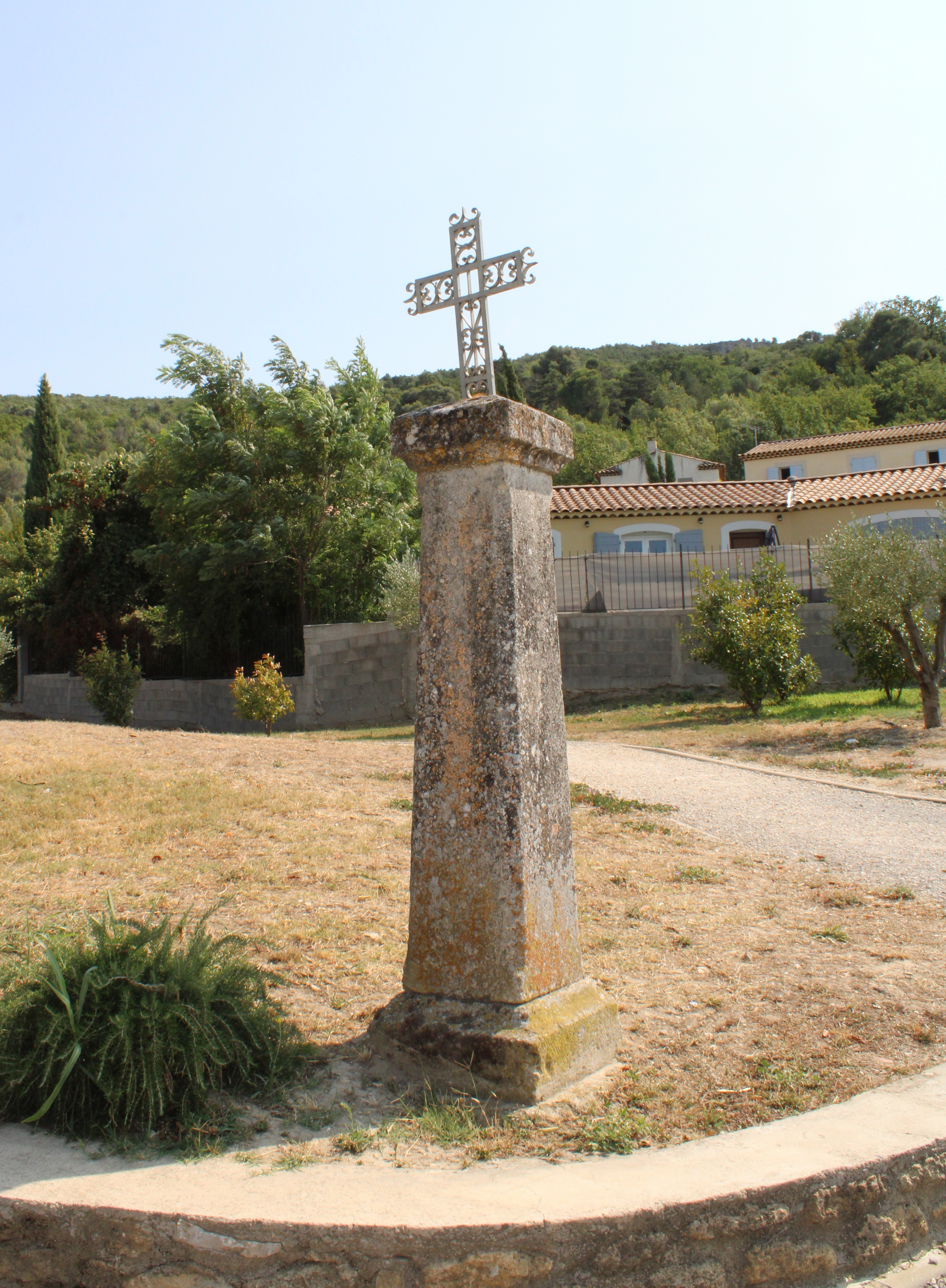
La première station située à la sortie de la commune au pied de la côte.
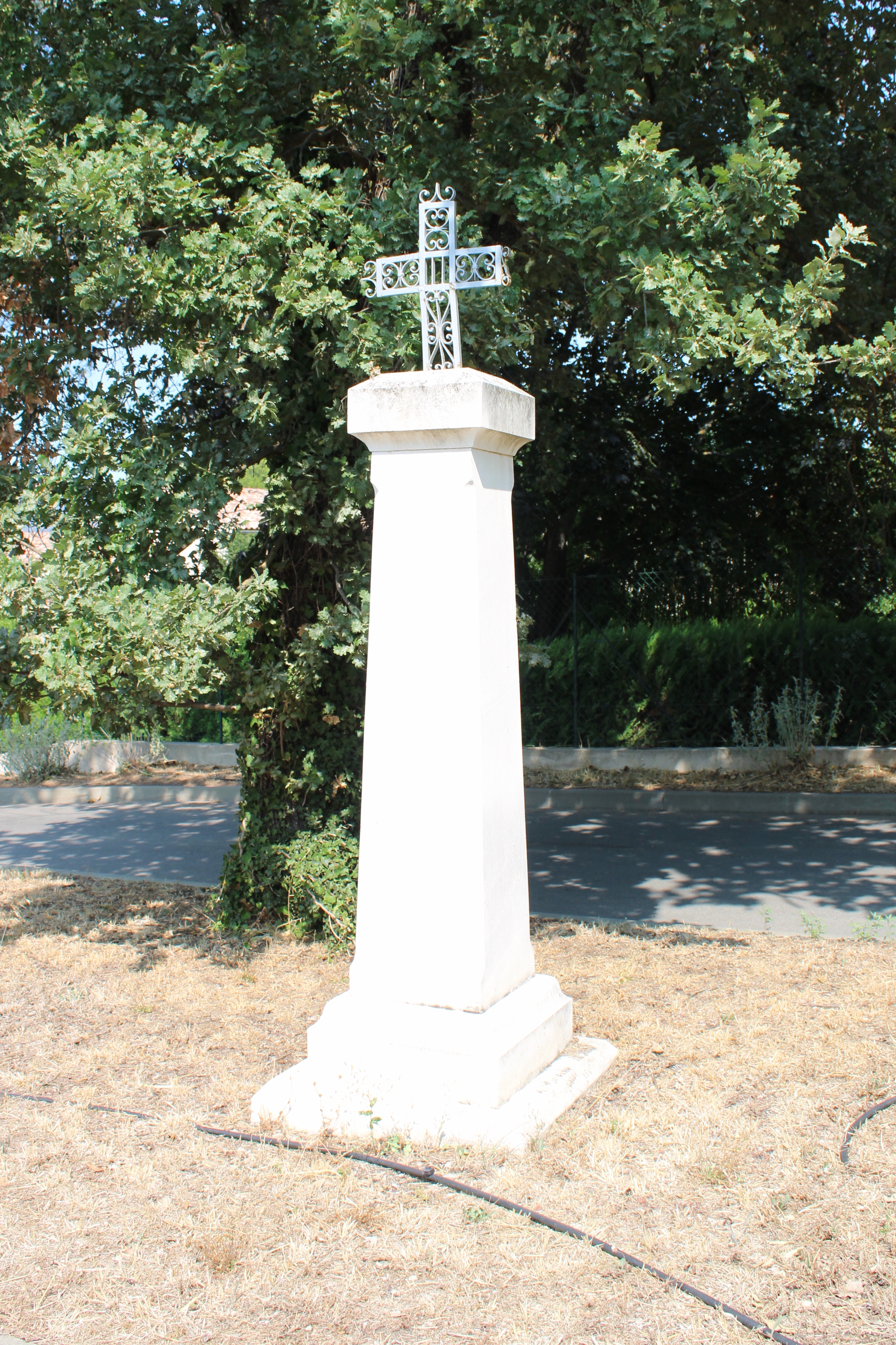
La seconde station, seule station peinte en blanc.
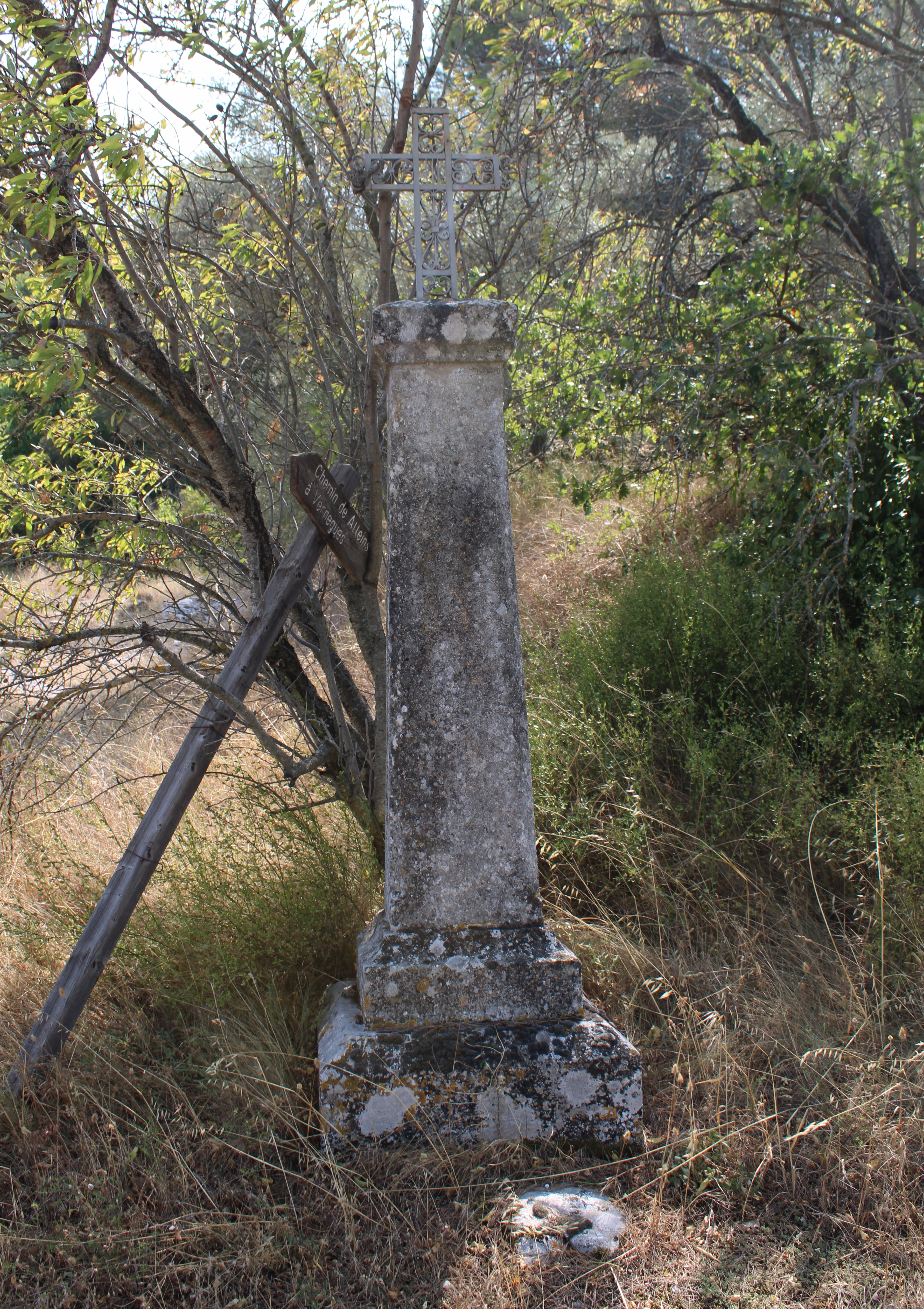
La troisième station.
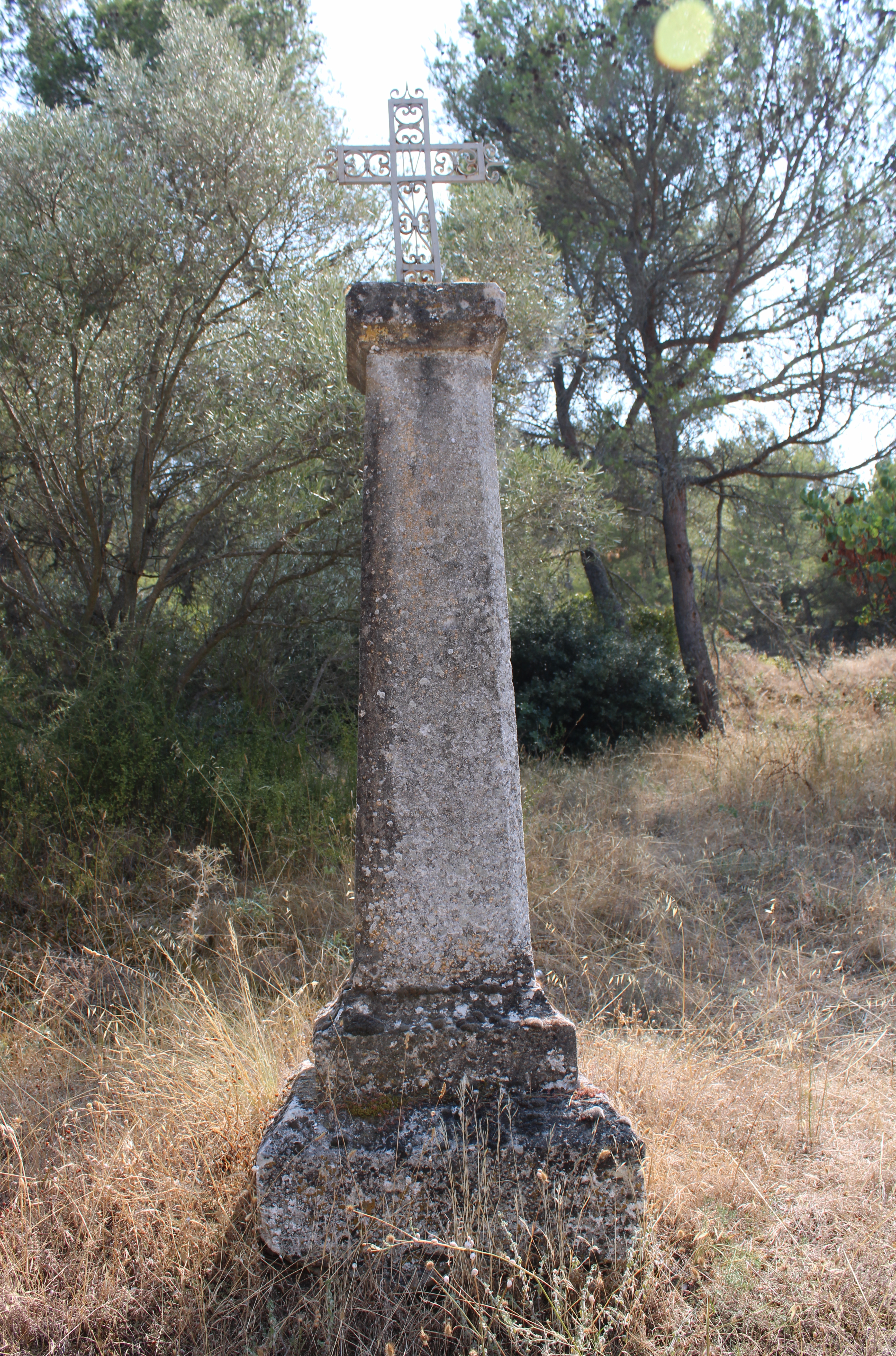
La quatrième station.
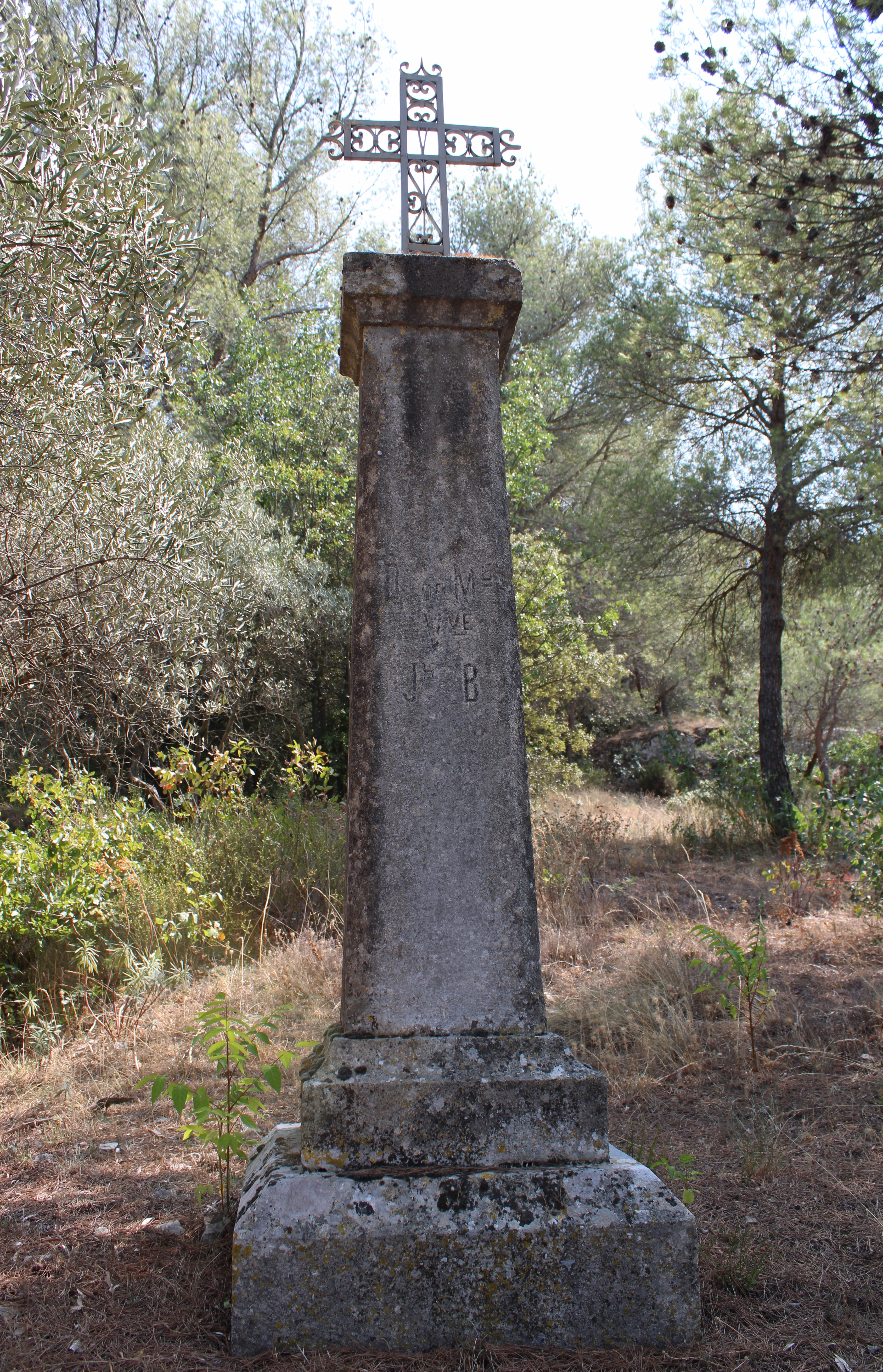
La cinquième station.
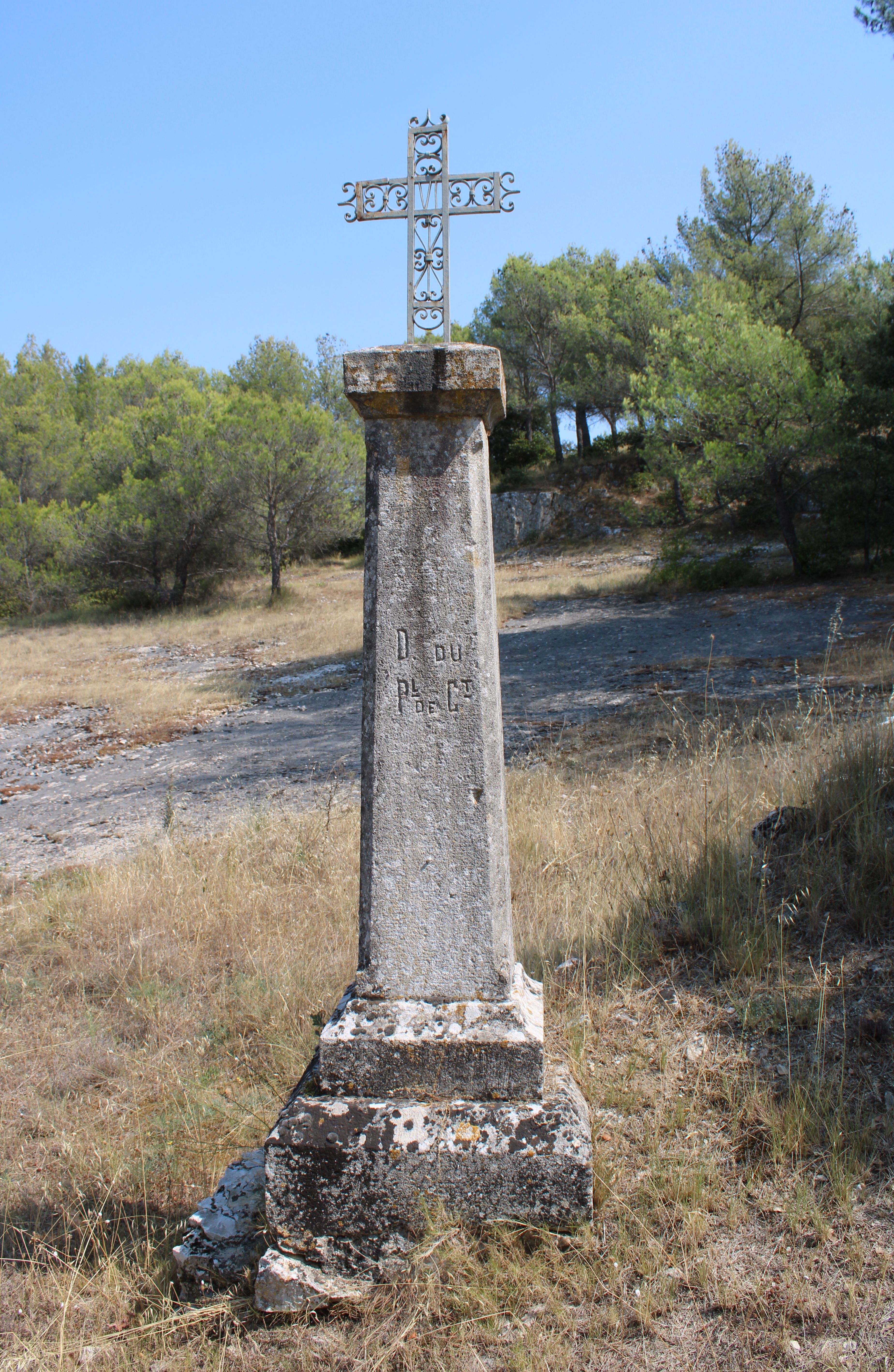
La sixième station où sont gravées les initiales du donateur D. du PL de Ct.
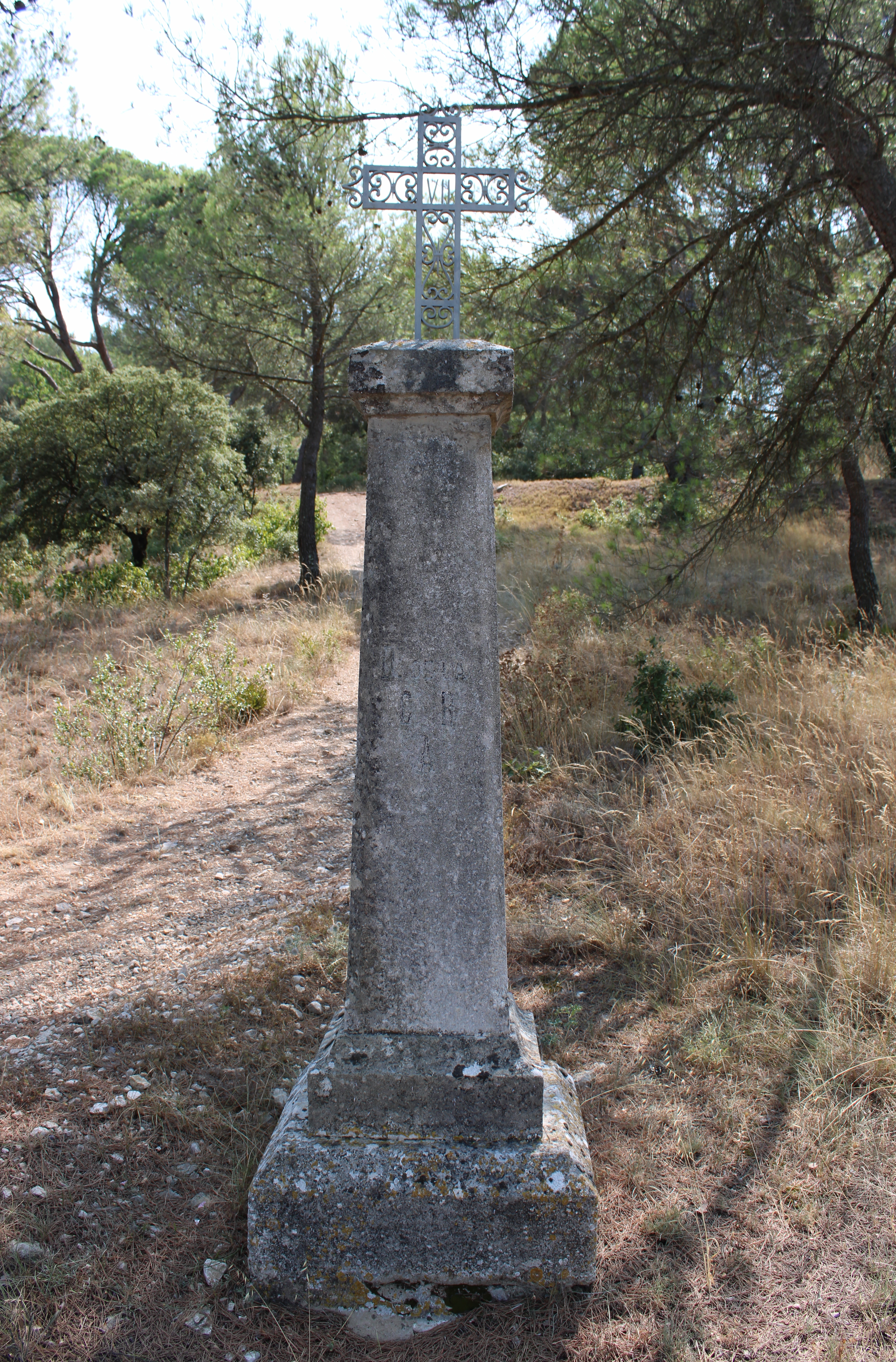
La septième station.
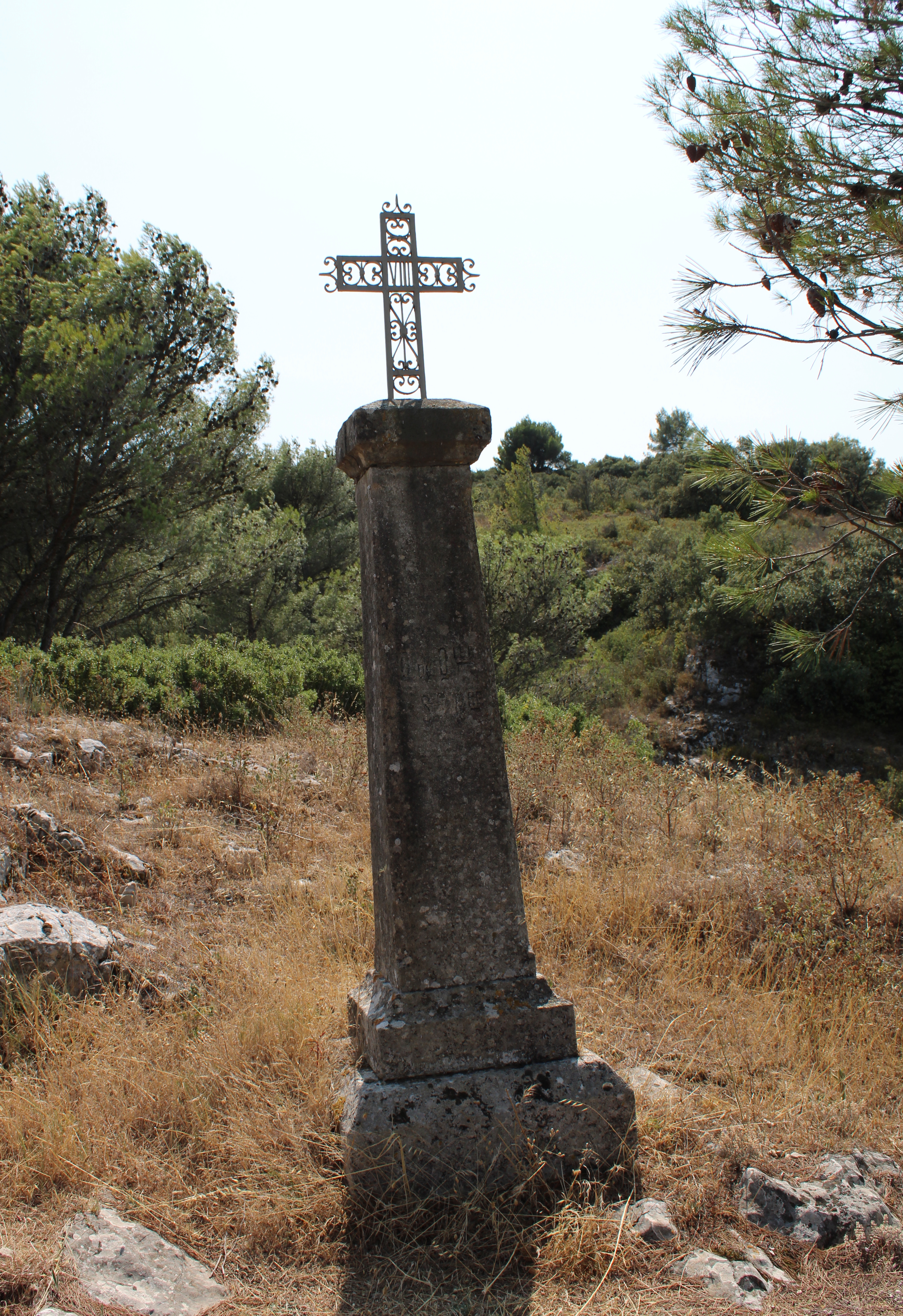
La huitième station.
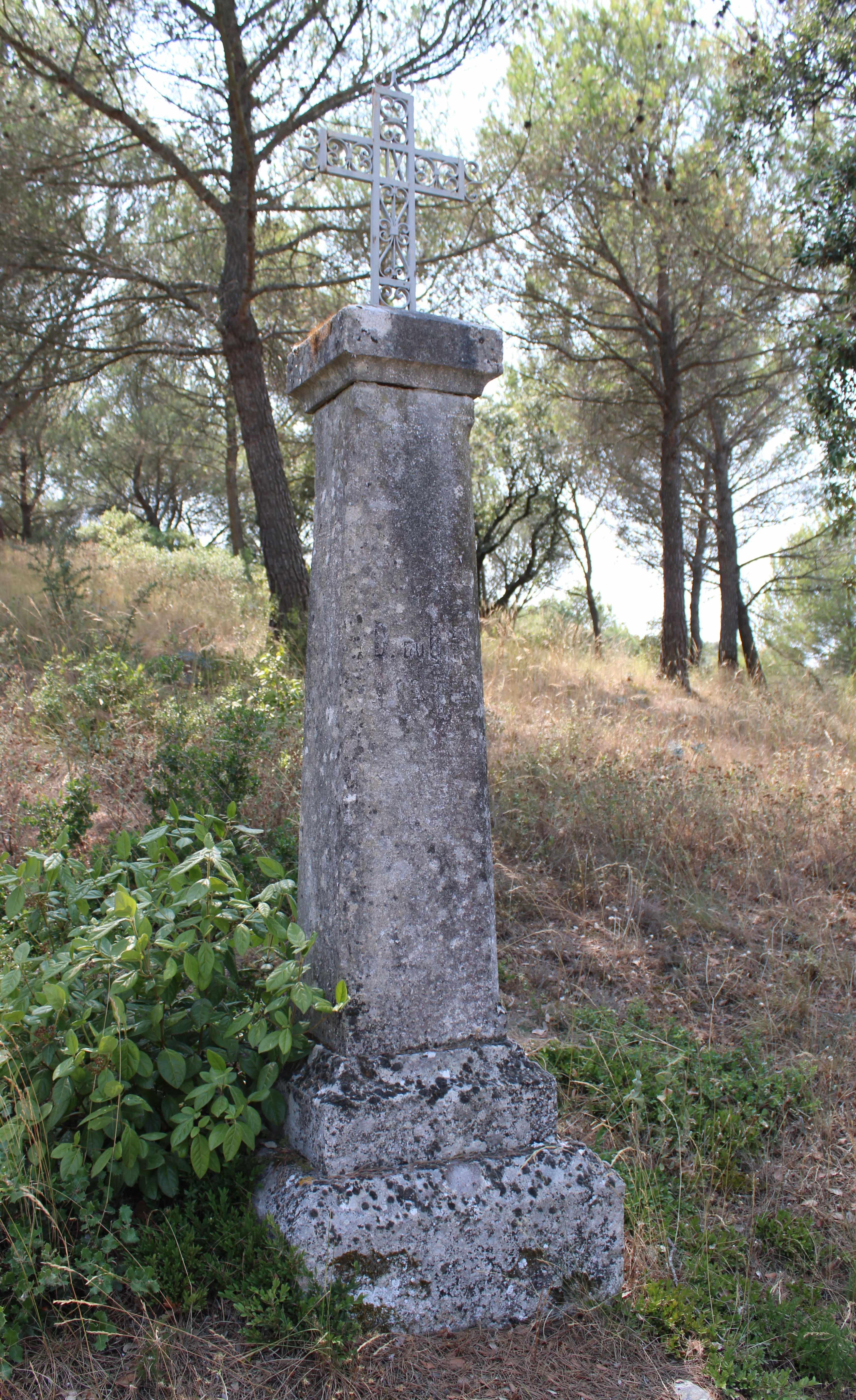
La neuvième station.
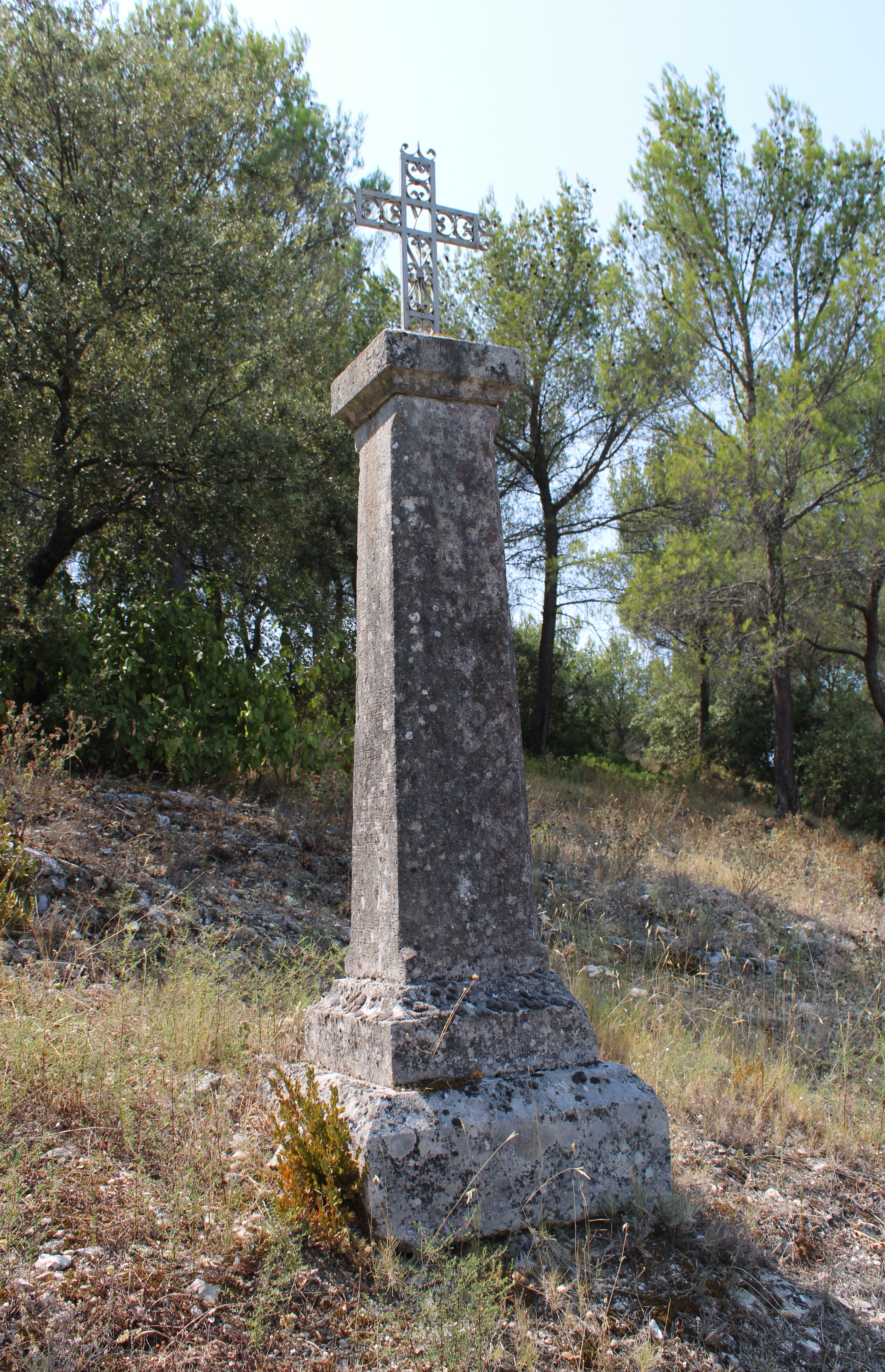
La dixième station.
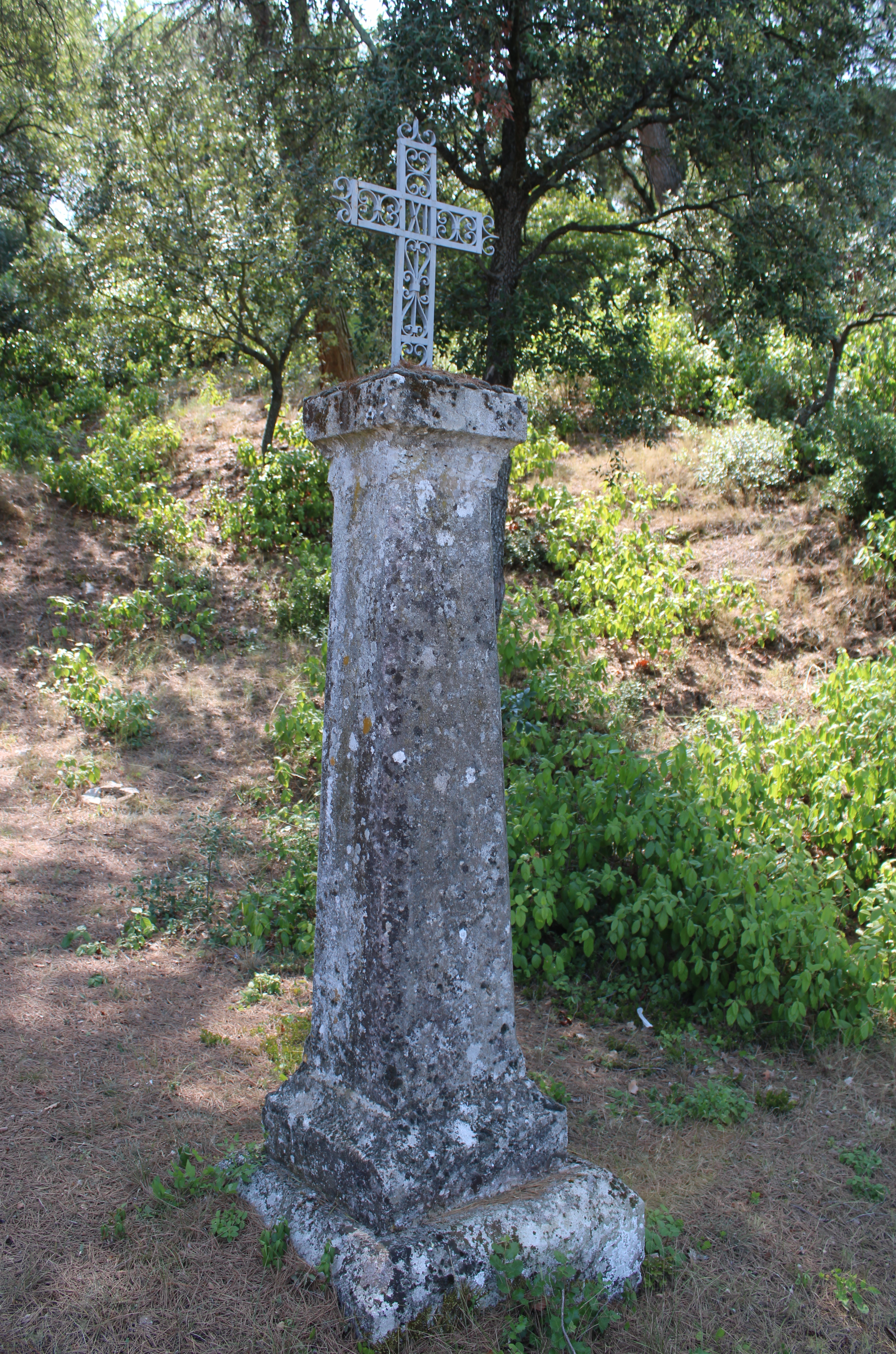
La onzième station.
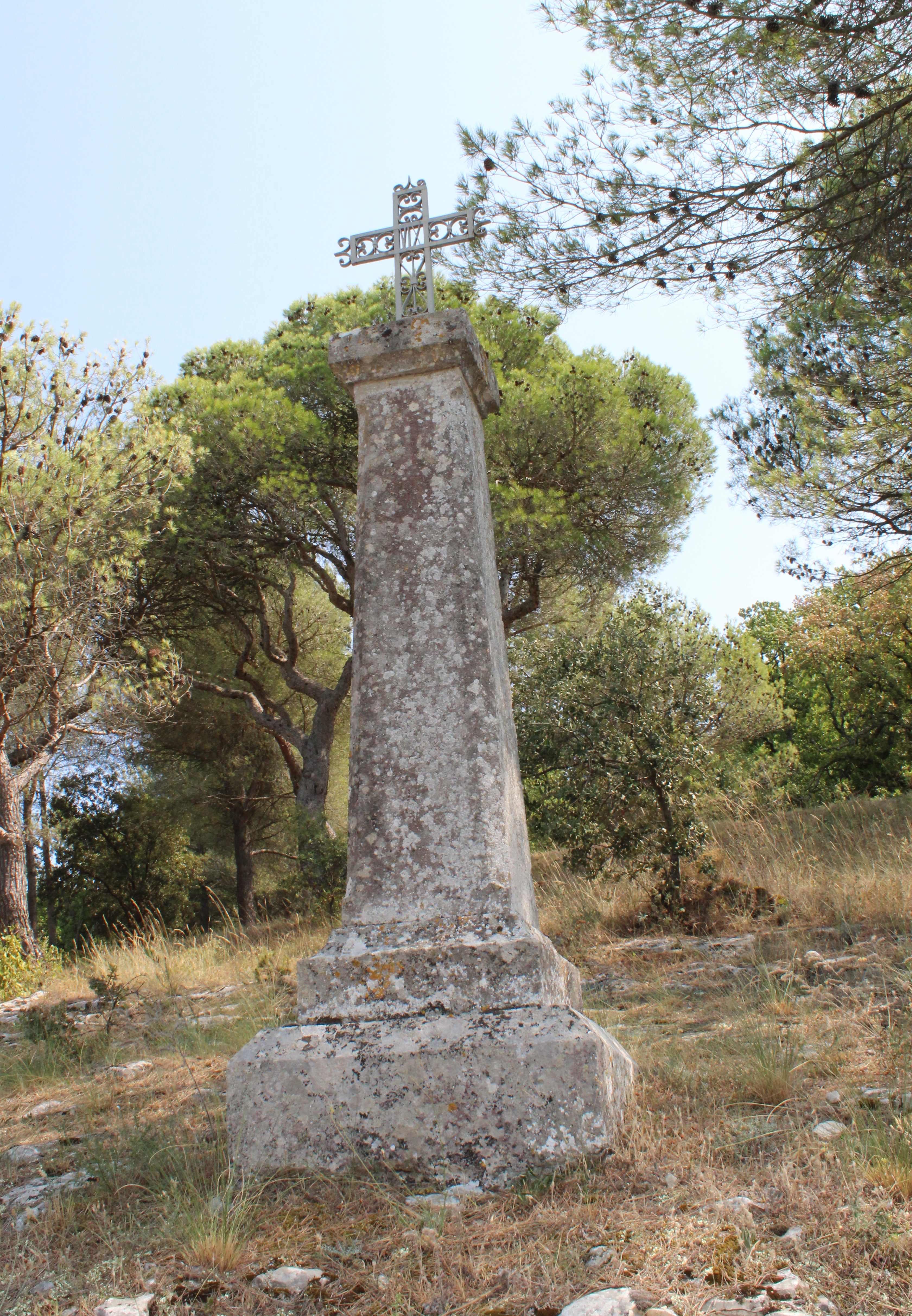
La douzième station.
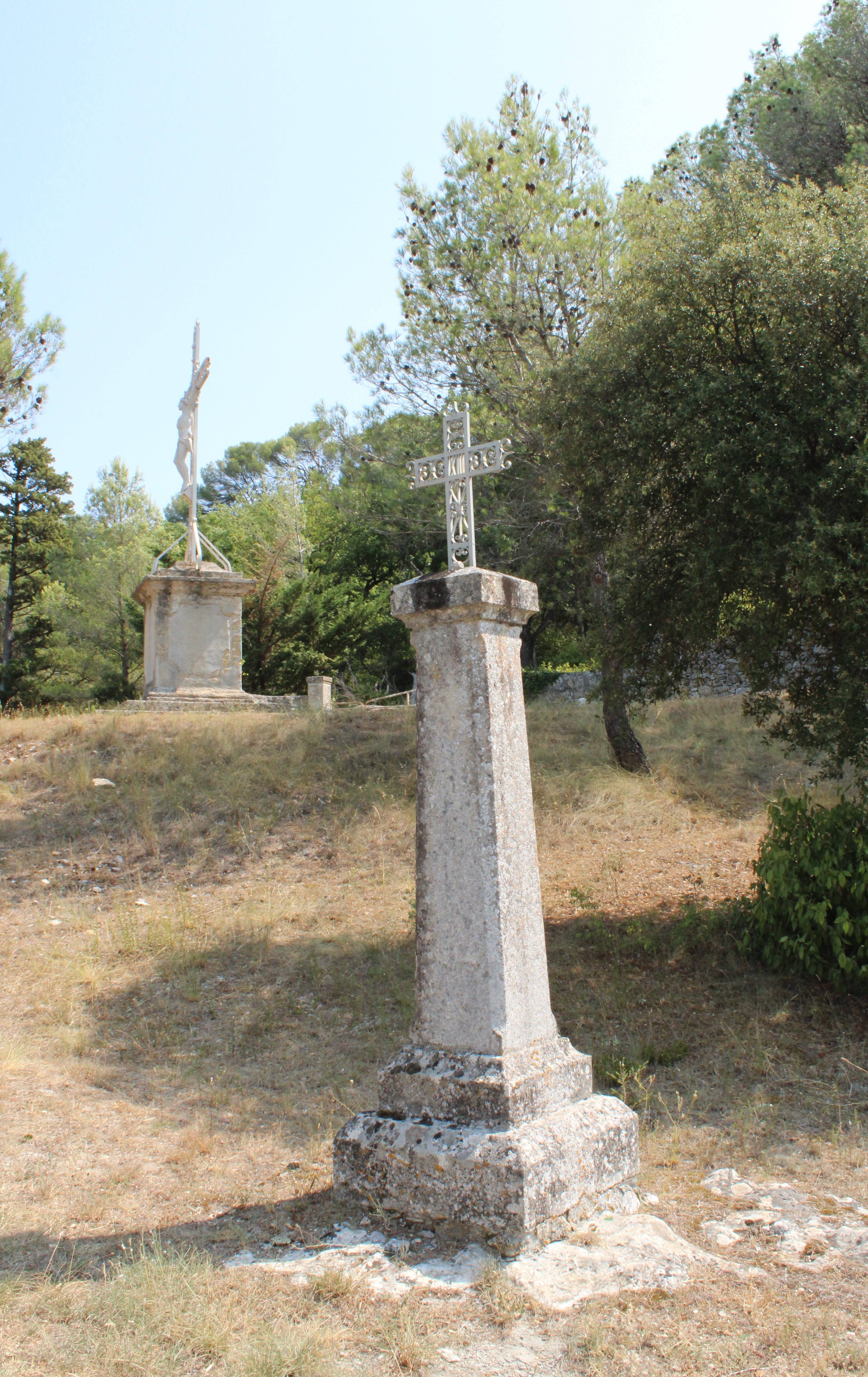
La treizième station et la quatorzième en arrière-plan.
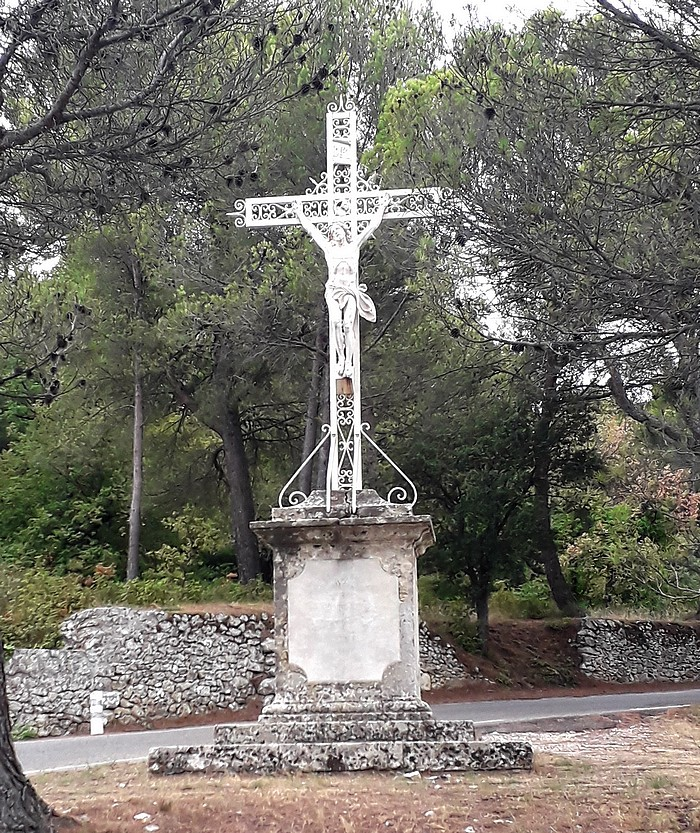
La quatorzième et dernière station, autrefois un oratoire, aujourd'hui un calvaire .